# Вербрюгге, Жюльен
Жюльен Эмиль Вербрюгге (фр. Julien Émile Verbrugghe; 26 декабря 1889, Рубе — 21 августа 1916, Морепа) — французский футболист, нападающий. Выступал за французские клубы «Франсез» и «Ред Стар», а также за сборную Франции.
Самый молодой игрок в истории сборной Франции: дебютировал за команду 1 ноября 1906 года в возрасте 16 лет 10 месяцев и 6 дней.

## Карьера

### Клубная
С 1905 по 1910 год играл за клуб «Франсез». С 1910 по 1916 год выступал за команду «Ред Стар».

### В сборной
Дебютировал за сборную Франции 1 ноября 1906 года в матче против любительской сборной Англии. Стал самым молодым игроком в истории сборной: на момент дебюта ему было 16 лет 10 месяцев и 6 дней. Всего за сборную сыграл 4 матча.

## Статистика

### Выступления за сборную
| Матчи Вербрюгге за сборную Франции | Матчи Вербрюгге за сборную Франции | Матчи Вербрюгге за сборную Франции | Матчи Вербрюгге за сборную Франции | Матчи Вербрюгге за сборную Франции | Матчи Вербрюгге за сборную Франции |
| №                                  | Дата                               | Оппонент                           | Счёт                               | Голы                               | Соревнование                       |
| ---------------------------------- | ---------------------------------- | ---------------------------------- | ---------------------------------- | ---------------------------------- | ---------------------------------- |
| 1                                  | 1 ноября 1906                      | Англия (люб.)                      | 0:15                               | —                                  | Товарищеский матч                  |
| 2                                  | 1 января 1911                      | Венгрия                            | 0:3                                | —                                  | Товарищеский матч                  |
| 3                                  | 23 марта 1911                      | Англия (люб.)                      | 0:3                                | —                                  | Товарищеский матч                  |
| 4                                  | 9 апреля 1911                      | Италия                             | 2:2                                | —                                  | Товарищеский матч                  |

Итого: 4 игры / 0 голов; 0 побед, 1 ничья, 3 поражения.

## Смерть
Во время Первой мировой войны был призван во французскую армию. Служил в 43-м пехотном полку. Погиб 21 августа 1916 года при Морепа во время битвы на Сомме. Ему было 26 лет.